# True Cost Accounting
True Cost Accounting (TCA) of Full Cost Accounting (FCA) is een vorm van boekhouding die ernaar streeft om de impact van economische activiteiten (zoals productie) op de waarde van natuurlijk kapitaal en sociaal kapitaal te meten in geldbedragen. Op die manier kan de impact vervolgens worden meegerekend in boekhoudkundige overzichten zoals balansen en winst- en verliesrekeningen. Deze impacts worden gezien als verborgen kosten van de productie en heten in de economische terminologie externe kosten. Een aan TCA gerelateerd begrip is True Pricing waarbij ernaar wordt gestreefd om de met TCA berekende externe kosten te internaliseren, door deze kosten door te berekenen in de consumentenprijs. In de laatste vijf jaar is de internationale belangstelling voor True Cost Accounting sterk toegenomen. Zo bracht de Boston Consultancy Group in december 2019 een rapport uit ("Die Zukunft der deutschen Landwirtschaft nachhaltig sichern") waarin de verborgen kosten van landbouw in Duitsland voor klimaat, luchtkwaliteit, water, bodems en biodiversiteitsverlies op 90 miljard euro per jaar werden becijferd. In Nederland spant het bedrijf Eosta zich in om het belang van True Cost Accounting onder de aandacht te brengen.

## Natuurlijk en sociaal kapitaal
Economische activiteiten zoals bijvoorbeeld de voedselproductie kunnen een negatief of positief effect hebben op natuurlijke bronnen zoals de zoetwatervoorraad, de bodemvruchtbaarheid of de biodiversiteit. In True Cost Accounting worden zulke impacts gezien als verborgen kosten of baten. Men spreekt van "verborgen", omdat deze kosten en baten niet worden meegerekend in gewone boekhoudmethoden. De totale voorraad aan natuurlijke ecosystemen en aardse hulpbronnen wordt ook wel natuurlijk kapitaal genoemd.
Economische activiteiten kunnen daarnaast ook een effect hebben op de organisatiestructuren, menselijke verhoudingen en kennis die aanwezig is in een gemeenschap. Een concreet voorbeeld is een kledingbedrijf in Bangladesh dat werknemers uitbuit en daardoor armoede en sociale problematiek kan veroorzaken. Op den duur kan dit leiden tot conflicten die de gemeenschap en economie ontwrichten en daarom kun je een negatieve sociale impact zien als een kostenpost. De totale voorraad aan waardevolle sociale structuren, kennis, samenwerkingsvormen e.d. heet sociaal kapitaal.
True Cost Accounting probeert de waardeveranderingen van natuurlijk kapitaal en sociaal kapitaal uit te drukken in geld, zodat deze kosten kunnen worden meegenomen in de boekhouding.

## Complexiteit
True Cost Accounting is complex, omdat de waarde van natuurlijk kapitaal en sociaal kapitaal vaak moeilijk in geld is uit te drukken. De praktische bruikbaarheid wordt dan ook door sommigen betwist. Verschillende organisaties zetten zich in om de theorie en praktijk van True Cost Accounting verder uit te werken, zoals de Natural Capital Coalition, de World Business Council for Sustainable Development en TEEB. In het Verenigd Koninkrijk spant de Sustainable Food Trust zich in om True Cost Accounting op de publieke agenda te zetten, door in 2013 en 2016 twee conferenties over True Cost Accounting in voedsel en landbouw te organiseren.

## Voorbeelden
De FAO, de voedselorganisatie van de VN, heeft in de 2014 en 2015 twee studies uitgebracht waarin de organisatie een TCA-analyse maakte van de impact van voedselverspilling ("Food wastage footprint: full cost accounting") en van de totale impact van de wereldvoedselproductie op natuurlijk kapitaal ("Natural Capital Impacts in Agriculture"). In het eerste rapport komt de FAO tot de conclusie dat de verborgen impact van weggegooid voedsel ongeveer 700 miljard dollar op natuurlijk kapitaal en ongeveer 900 miljard dollar op sociaal kapitaal is. In het tweede rapport becijfert de FAO dat de milieuschade van de totale wereldvoedselproductie ongeveer 2330 miljard dollar per jaar bedraagt.